# Hydrobia scamandri
Hydrobia scamandri là một loài ốc nước lợ cỡ nhỏ có mang và nắp, là động vật thân mềm chân bụng sống dưới nước thuộc họ Hydrobiidae.

## Phân bố
Đây là loài đặc hữu của Pháp.